# Maison Belle Époque
Maison Belle Époque, tussen 1797 en 1872 Hôtel Guyot genoemd, is een Art Nouveau-gebouw uit eind achttiende eeuw aan de Avenue de Champagne in Épernay, departement Marne (regio Grand Est) in Frankrijk. 
Het behoort sinds 1872 toe aan het champagnehuis Perrier-Jouët. Het bevat de grootste privécollectie van Franse Art Nouveau-werken (220 kunstwerken) in Europa, met onder andere werken van Émile Gallé en Louis Majorelle. Het gebouw was oorspronkelijk een privé familiewoning en vertelt het verhaal van de oprichters van Perrier-Jouët, Pierre Nicolas Perrier (1813-1878) en Rose Adélaïde Jouët, wiens gedeelde passie voor de natuur en kunst aanleiding gaf tot het champagnehuis. Daarna werd het gebruikt als kantoorruimte voor het champagnehuis, alvorens het uitgroeide tot een exclusieve gastronomische locatie met gastenkamers voor geselecteerde genodigden. 
Het is sinds 2015 onderdeel van het UNESCO-werelderfgoed Heuvels, huizen en kelders van de Champagne. 

## Geschiedenis
Het Hôtel Guyot werd tussen 1795 en 1797 gebouwd in opdracht van wijnhandelaar Jean Guyot. De architect is niet gekend. 
Het werd in 1872 overgenomen door het huis Perrier-Jouët toen Eugène Gallice, zwager en partner van Charles Perrier, zoon van de oprichters, het verwierf.
In de periode 1949 tot 1958 was Michel Budin commercieel directeur. In 1958 werd hij technisch directeur en hij vervulde deze functie tot in 1983. Hij was gepassioneerd door geschiedenis en daardoor stond hij aan de basis van de meeste aankopen van meubels en decoratieve elementen van het Maison Belle Époque.
Toen de algemeen directeur Pierre Ernst en de president Michel Budin van Perrier-Jouët halverwege de jaren 1980 besloten om Maison Belle Époque opnieuw te decoreren, schakelden ze de hulp in van Art Nouveau-experts Felix Marcilhac en Jean-Pierre Camard. In de daaropvolgende vijf jaar struinden ze de antiekwereld af op zoek naar meubels en kunstvoorwerpen van museumkwaliteit. Onder toezicht van Pierre Ernst plaatste decorateur Patrice Nourissat de originele werken in een compositie die een levende belichaming van de Art Nouveau-traditie van het bedrijf weerspiegelen. Op 2 maart 1990 opende het Maison Belle Époque met daarin een deel van het erfgoed dat Michel Budin had verzameld.
Sinds 2015 is het een onderdeel van het UNESCO-werelderfgoed “Heuvels, huizen en kelders van de Champagne”. Gezien zijn ligging aan de Avenue de Champagne in Épernay is het een onderdeel van deel drie van het werelderfgoed.

Partie 3: Avenue de Champagne: “À partir du XVIIIe siècle, les négociants en champagne construisent leurs bâtiments d’accueil le long de cette route (...) leurs bureaux, leurs caves et leur résidence. Par l’élégance et la richesse des bâtiments, des cours et des jardins construits par les maisons de Champagne, (...).”(Deel 3: Avenue de Champagne: “Vanaf de 18e eeuw bouwden champagnehandelaren langs deze weg hun ontvangstgebouwen (...), hun kantoren, kelders en woningen. Door de elegantie en rijkdom van de gebouwen, binnenplaatsen en tuinen die de champagnehuizen aanlegden, (...).”)
—  Heuvels, huizen en kelders van de Champagne”.

Na twee jaar van renovatiewerk heropende het huis op 5 juli 2017 haar deuren. In 2021 opende Maison Belle Époque voor het eerst haar deuren voor het grotere publiek. Het verwelkomt sindsdien bezoekers in het restaurant en in het gastenverblijf (verblijf enkel op uitnodiging).

## Gebouw

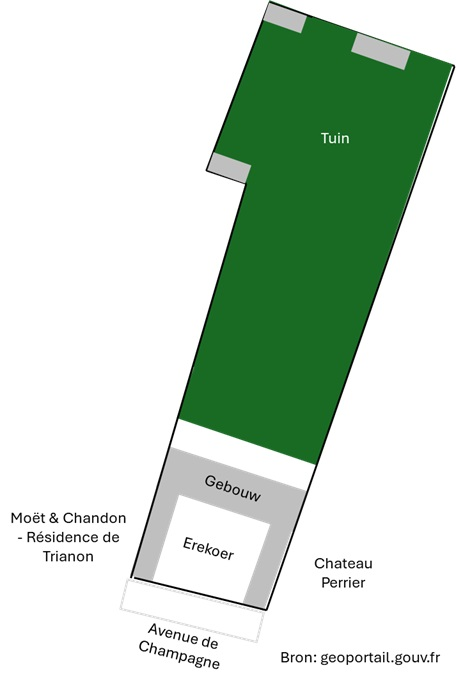
Plan van Maison Belle Epoque met tuin

Het U-vormig gebouw heeft een Franse laat-klassieke herenhuisarchitectuur, ook wel bekend als "hôtel particulier", uit de 18ᵉ tot vroege 19ᵉ eeuw, beïnvloed door de Louis XVI- en Directoire-stijl. Deze architectuur is vergelijkbaar met andere herenhuizen aan de Avenue de Champagne, en is vrijwel identiek aan Hôtel Papelard en vormt daarmee een trilogie met Hôtel Moët (beide van Moët & Chandon).
Het gebouw heeft een straatbreedte van 35,5 m en bestaat uit twee verdiepingen en een zolder. De oppervlakte van het gebouw is ongeveer 616 vierkante meter. Naar aanleiding van de verhuis van de kantoorfunctie naar een ander gebouw, verklaart projectarchitect Gaël Lunven “De oppervlakte is daarmee toegenomen van 600 vierkante meter naar ruim 1.000 vierkante meter”. Hij moest 1200 vierkante meter en 19 kamers van het huis gedeeltelijk herinrichten om de oorspronkelijke structuur te herstellen, met name de enfilades, aangezien het huis eerder in tweeën was gedeeld om kantoren te creëren.
Het gebouw heeft een symmetrische façade, geïnspireerd door het neoclassicisme en de renaissance. De façade is horizontaal ingedeeld met vijf grote, rechthoekige ramen per vleugelzijde naast de centraal gelegen ingang. De luifel boven de ingangsdeur is ontworpen in de stijl van de ingang van de Parijse metro Porte Dauphine, bijgenaamd La Libellule, die de architect Hector Guimard ook ontwierp. Het metselwerk is een combinatie van witgekalkt pleisterwerk en rode baksteenaccenten, onder meer rond de vensters en als hoekbanden, typisch voor deze laat-18e-eeuwse gebouwen. De ramen hebben hoge, verticaal georiënteerde vensters met houten luiken, voorzien van kroonlijsten in pleisterwerk. Op de verdieping bevinden zich identieke vensters met dezelfde luiken, boven een waterlijst.
De dakkapellen (lucarnes) in het licht hellend schilddak met natuurleien, zijn klassieke dakkapellen met gebogen fronton, vijf in totaal, één boven de ingang en telkens twee links en rechts. De robuuste, hoge schoorstenen in baksteenmetselwerk zijn esthetisch in evenwicht met de gevel.

### Erekoer en tuin
De smeedijzeren poort, die toegang geeft tot het domein, is versierd met bloemmotieven, symbolen van de identiteit van het huis. De binnenplaats vooraan doet denken aan een erekoer (cour d'honneur), gebruikelijk bij 18ᵉ-eeuwse herenhuizen. Ze meet ongeveer 22 x 22 meter, en heeft dus een oppervlakte van ongeveer 484 vierkante meter. De aanleg volgt het patroon van een klassiek formele Franse tuin, met een cirkelvormig centraal bloemenperk en geometrische en symmetrisch opgebouwde randbeplanting bestaand uit bolvormig gesnoeide buxus en conisch gesnoeide taxus. Het centrale deel is omgeven door gebogen looppaden in natuursteen.
De rechthoekige tuin, met een kleine rechthoekige uitsprong achteraan, heeft een oppervlakte van 4.330 vierkante meter. De muren van de tuingevel van het huis zijn bedekt met klimop. Een groot terras, met hedendaags tuinmeubilair, geeft uitzicht op de tuin. Aan het einde van de grote tuin staat een serre en twee bijenkorven.

## Functie
Lange tijd was het gebouw een privé familiewoning. Daarna werd het gebruikt als kantoorruimte voor het champagnehuis, alvorens het uitgroeide tot een exclusieve gastronomische locatie, met lunches en diners op het gelijkvloers en terras. Geselecteerde genodigden kunnen verblijven in de historische gastenkamers.
Het huis is niet enkel een erfgoedlocatie, maar biedt ook exclusieve menu’s met champagne‑pairings. De culinaire ervaring is bedacht door Pierre Gagnaire, drievoudig Michelin‑sterrenchef, en uitgevoerd door Sébastien Morellon, in samenwerking met Sévérine Frerson, de keldermeester van het huis, die de champagnes kiest per gang. Pierre Gagnaire, bekend om zijn inventieve, hedendaagse Franse keuken, leverde het concept. Sébastien Morellon is in dienst sinds maart 2021, na tien jaar in sterrenrestaurants te hebben doorgebracht. Sévérine Frerson volgde in oktober 2020 de vorige keldermeester Hervé Deschamps op.
Verblijven in de kamers is enkel weggelegd voor speciale genodigden van het huis. Ieder jaar worden zo'n 5.000 gasten ontvangen. De genodigden worden geselecteerd uit klanten, partners, wijnmakers, sommeliers en deelnemers aan incentiveprogramma's van het huis.

## Kunstenaars
In het huis worden 220 kunstwerken tentoongesteld. Dit is de grootste privécollectie Franse Art Nouveau in Europa met meubels en voorwerpen van kunstenaars als René Lalique, Louis Majorelle, Alfons Mucha uit de jaren 1900.

### Art Nouveau
François-Rupert Carabin (1862–1932): een Franse beeldhouwer, meubelontwerper en graveur, bekend om zijn unieke en vaak satirische werken. Zijn sculpturen en meubels bevatten vaak vrouwelijke figuren als decoratieve elementen.
Émile Gallé (1846–1904): een van de belangrijkste figuren van de École de Nancy, een beweging binnen de Art Nouveau in Frankrijk. Hij was bekend om zijn innovatieve glaswerk en meubelontwerpen. Zijn stijl werd beïnvloed door de natuur, Japanse kunst en symbolisme.
Hector Guimard (1867–1942): een Franse architect en ontwerper, vooral bekend om zijn Art Nouveau-werken, waaronder de iconische metro-ingangen in Parijs. Zijn meubel- en interieurontwerpen kenmerken zich door vloeiende lijnen en organische vormen.
René Lalique (1860–1945): een Franse edelsmid en glaskunstenaar wiens werk tot de Art Nouveau en Art Deco wordt gerekend. 
Raoul Larche (1860–1912): een Franse beeldhouwer en ontwerper, vooral bekend om zijn bronzen en lampontwerpen in de Art Nouveau-stijl. Zijn lampen combineren kunst en functionaliteit. 
Louis Majorelle (1859–1926): een meubelontwerper en kunstenaar uit de École de Nancy. Hij was gespecialiseerd in houten meubels met verfijnde houtsnijwerkdetails en florale motieven.
Alfons Mucha (1860–1939): een kunstschilder uit Moravië, het huidige Tsjechië. Zijn werken zijn onlosmakelijk verbonden met de Art Nouveau-kunststroming.
Henri de Toulouse-Lautrec (1864–1901): een postimpressionistische schilder en lithograaf, beroemd om zijn posters en portretten van het Parijse nachtleven.

### 20ste eeuw
Auguste Rodin (1840–1917): een Franse beeldhouwer bekend om zijn expressieve en dynamische beeldhouwkunst.

### Modern
Mischer’Traxler: een Oostenrijks design- en kunstcollectief opgericht in Wenen in 2009 door Katharina Mischer (Sankt Pölten, Oostenrijk,1982) en Thomas Traxler (Linz, Oostenrijk, 1981). Hun werk onderzoekt de interactie tussen mens, natuur en technologie, vaak met een speelse en interactieve aanpak. 
Ritsue Mishima (Kyoto, Japan, 1962) is een Japanse glasblazer en beeldend kunstenaar die werkt met Muranoglas. Haar creaties combineren traditionele Venetiaanse technieken met een minimalistische Japanse esthetiek. In haar werk speelt licht een centrale rol.

## Binnen
Gelijkvloers bevinden zich de inkomhal, de biljartkamer, twee ontvangstruimtes (of salons) en de aangrenzende eetkamer. Op de eerste verdieping geeft een gang toegang tot de vier slaapkamers en de badkamers.

### Benedenverdieping
In de inkomhal staat de installatie Ephemera (2014) van het ontwerpersduo Mischer’Traxler. Het past binnen hun filosofie van veranderlijke en responsieve kunstinstallaties. Deze allegorie van de relatie tussen de mens en de natuur wekt nieuwsgierigheid en verwondering op: het stelt een siertuin voor die op een lange tafel groeit, maar als bij toverslag verdwijnt zodra je dichterbij komt.
De slanke perenhouten deuren van Hector Guimard, met zijn handgesneden botanische motieven, brengen de bezoeker naar de kleine salon.  In de hal staan twee gietijzeren bloempotten (c. 1905) eveneens van Hector Guimard.

#### Kleine salon
De kleine salon bevat meubilair van Émile Gallé en Louis Majorelle en de glas-in-loodramen geven een doorzicht op de achterliggende tuin. 

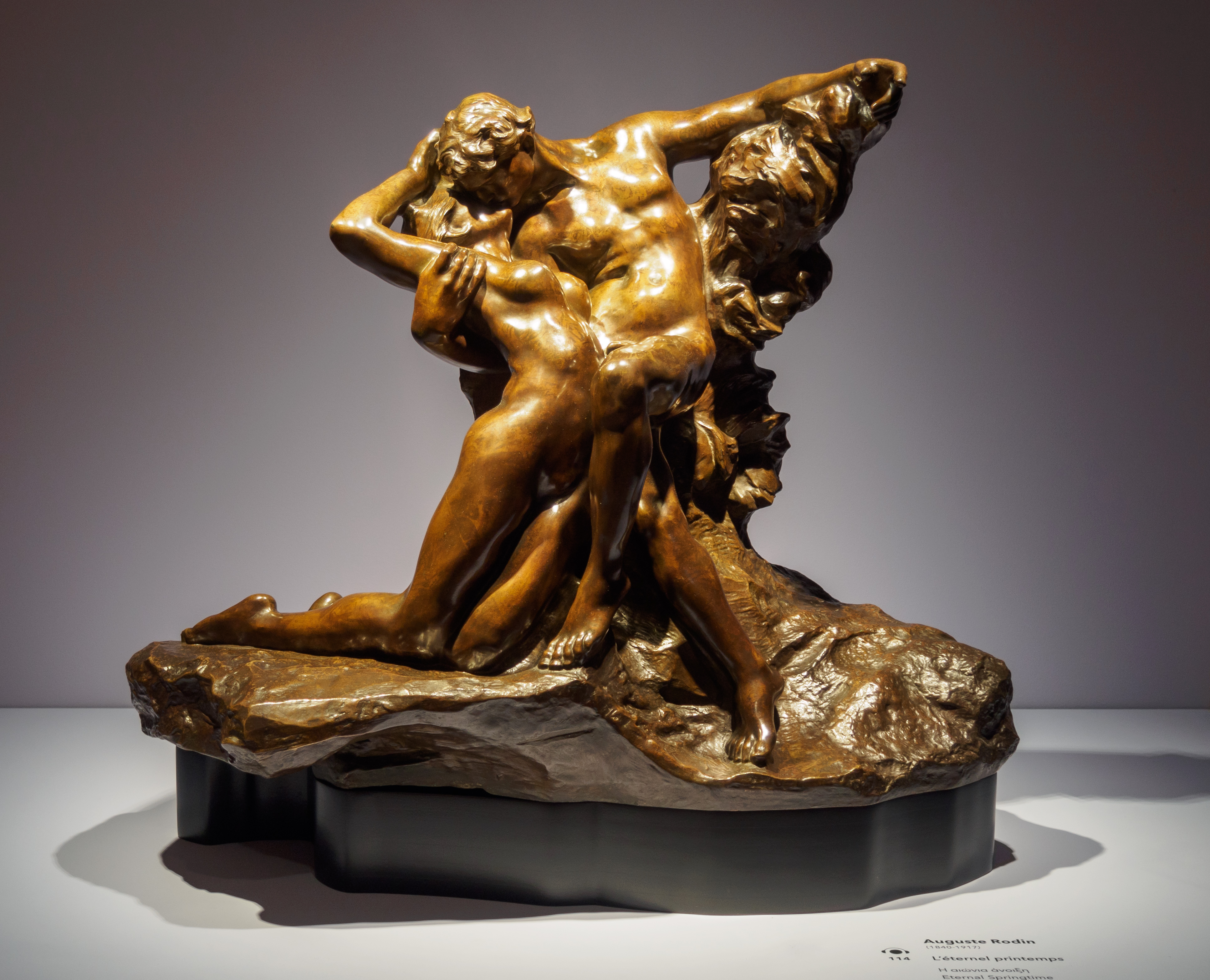
L'Éternel Printemps (1884-1898) - Auguste Rodin

In de salon staat een driepotig pronktafeltje (1901) gemaakt door Émile Gallé. De salontafel wordt ondersteund door drie fijn uitgesneden waterjuffers in walnoot, een van de favoriete motieven van de ontwerper. Het tafelblad is ingelegd met fineer van eikenhout, wortelnotenhout, Indisch palissanderhout en mahonie. Het is 77,5 cm hoog en heeft een diameter van 63,5 cm.
Bovenop de marmeren schouw prijkt een van de weinige niet-Art Nouveau werken. Het betreft Auguste Rodin’s L’Eternel Printemps (1884-1898), een bronzen beeld van een gepassioneerde omhelzing tussen twee geliefden. Rodin staat bekend om zijn expressieve en dynamische beeldhouwkunst. Het werk werd door medewerkers geschonken aan Henri Gallice ter ere van het honderdjarig bestaan van Maison Perrier-Jouët op 16 december 1911. Het heeft een lengte van 50,2 cm, een breedte van 66 cm en een hoogte van 32,3cm.
Hier vindt men ook een paar tafellampen, genaamd Drie Tulpen, in verzilverd brons met albasten lamphouders. Ze zijn gesigneerd Albert Cheuret van circa 1925 en elke 38,1 cm hoog.

#### Guimard-salon

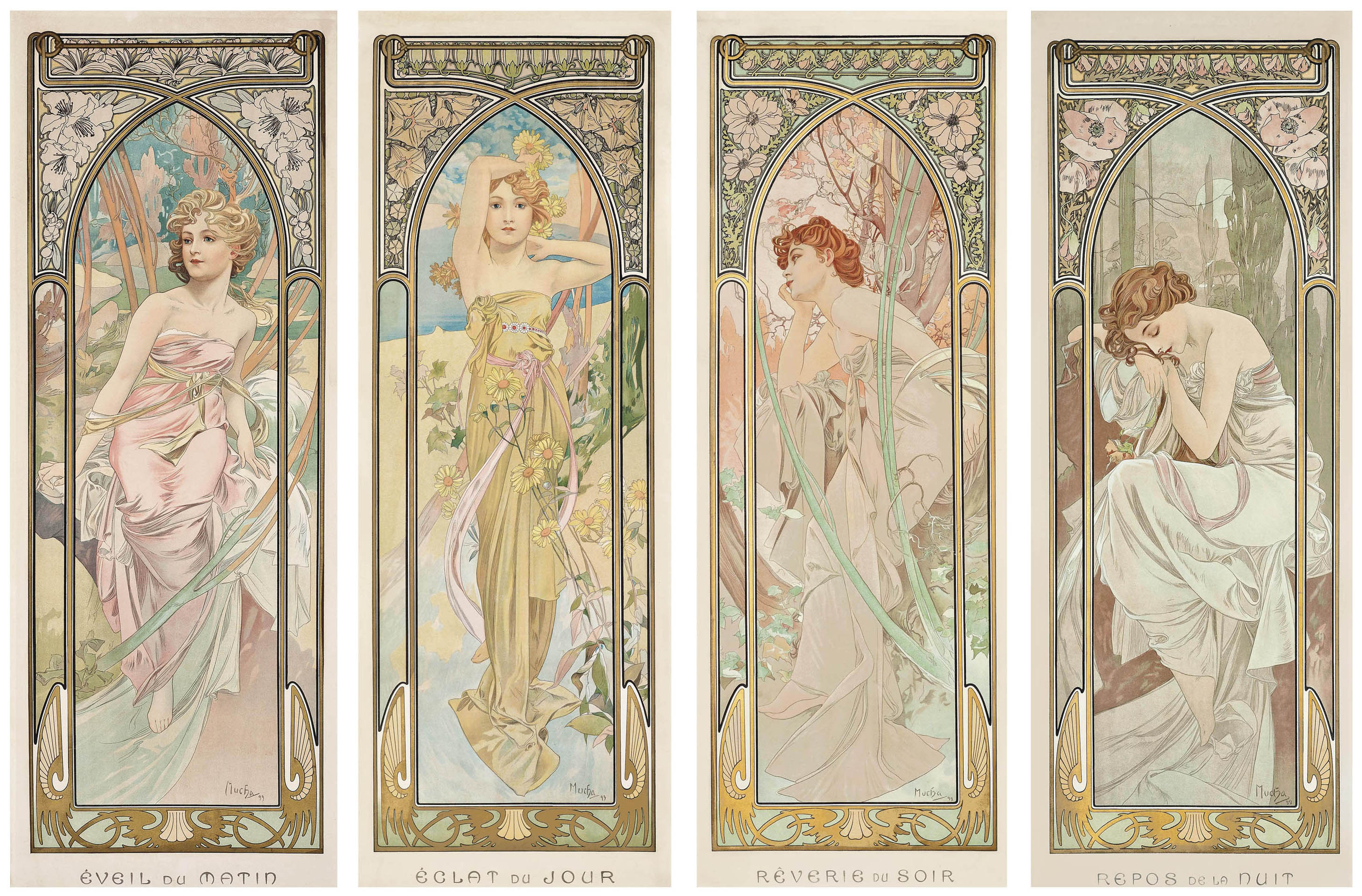
Les Heures du Jour (1899) - Alphonse Mucha

De Guimard-salon is een eerbetoon aan Hector Guimard. In deze kamer overheersen de tinten blauw en beige. Aan de muur hangen "Les Heures du Jour", lithografieën uit 1899 van de Art Nouveau-schilder en affichekunstenaar Alfons Mucha. Hij combineerde frisse maar delicate kleuren met uitbundige bloemenmotieven. Elke vrouw is geplaatst in een natuurlijke omgeving die haar stemming weerspiegelt. Van links naar rechts zien we: Ochtendontwaken, Helderheid van de dag, Avondcontemplatie en Nachtrust.

#### Woonkamer Majorelle
Met zijn harmonie van satijnen texturen en zachte pasteltinten is de woonkamer Majorelle de ideale plek om te ontspannen. De woonkamer bevat een geheel van zetels, een bank en een banquette van Louis Majorelle met een decor van varens in gesneden, verguld beukenhout.

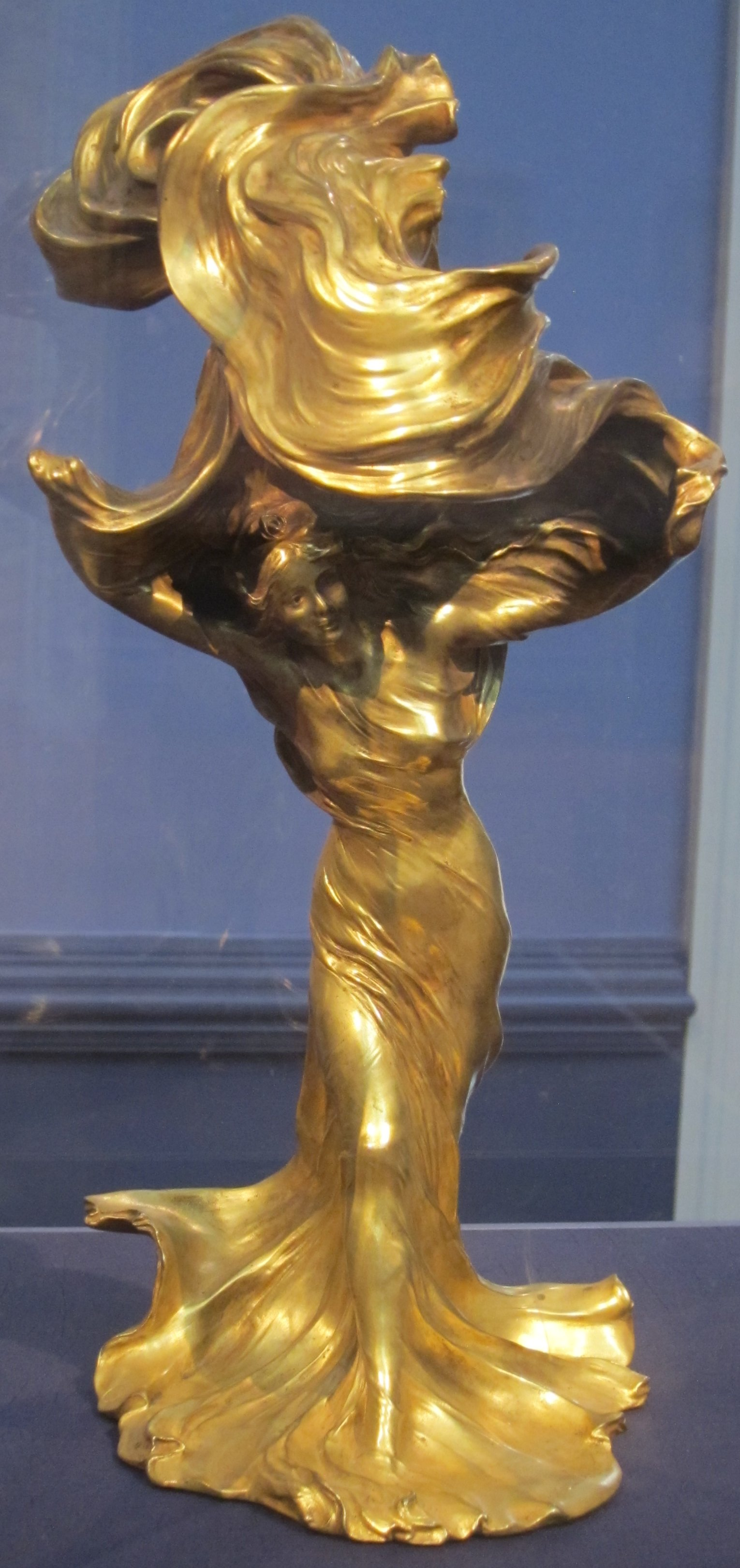
Loie Fuller (c.1900) - Raoul-François Larche

Verder een vergulde bronzen lamp van Raoul Larche die de Amerikaanse danseres Loïe Fuller (1862–1928) al dansend uitbeeldt. Ze was een icoon van de Art Nouveau-beweging en werd vaak afgebeeld in kunstwerken. De afmetingen van het werk zijn 45.7 x 25.5 x 23.1 cm.
In de woonkamer staat ook een vaas van Sèvres-porselein, met een houten montuur van Francois Rupert Carabin. Sèvres-porselein is een luxe porselein uit de beroemde Franse manufactuur van Sèvres, vaak gebruikt voor koninklijke en diplomatieke geschenken. François-Rupert Carabin vertelde ooit een amusante anekdote: "nadat hij een hekel had gekregen aan de blauwe Sèvres-kristallen vaas die hij van de president van Frankrijk had gekregen, beeldhouwde de kunstenaar een perenhouten voetstuk met drie vrouwelijke naakten die hun hoofd afwenden in afschuw".

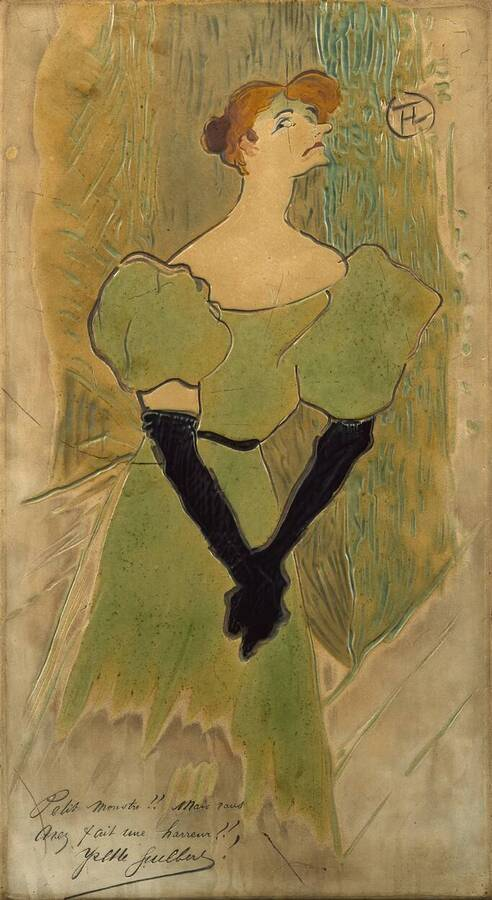
Yvette Guilbert (1895) - Henri de Toulouse-Lautrec

Aan de muur hangt een keramische plaquette van Henri de Toulouse-Lautrec met een portret van Yvette Guilbert (1895), waarop de zangeres een humoristisch antwoord had gekrabbeld. Het werk vangt de energie van de Belle Époque, met name in cabarets zoals de “Moulin Rouge”. De afmetingen van het werk zijn 51,7 × 28,4 × 2,2 cm.

#### Eetkamer Cuir de Cordoue
De eetkamer Cuir de Cordoue is nu de plaats waar gasten kunnen genieten van gastronomische gerechten in combinatie met een selectie Perrier-Jouët Belle Époque cuvées. Met zijn opvallende wandpanelen van A. Lorier versierd met lelies, irissen, distels en kastanjebladeren, weerspiegelt de kamer de vernieuwing van de decoratieve kunsten binnen de Art Nouveau-beweging door middel van diverse technieken, in dit geval het oude Noord-Afrikaanse ambacht van geperst en verguld leer. Deze methode werd oorspronkelijk in Spanje ontwikkeld en werd populair in de interieurs van de 17e en 18e eeuw.

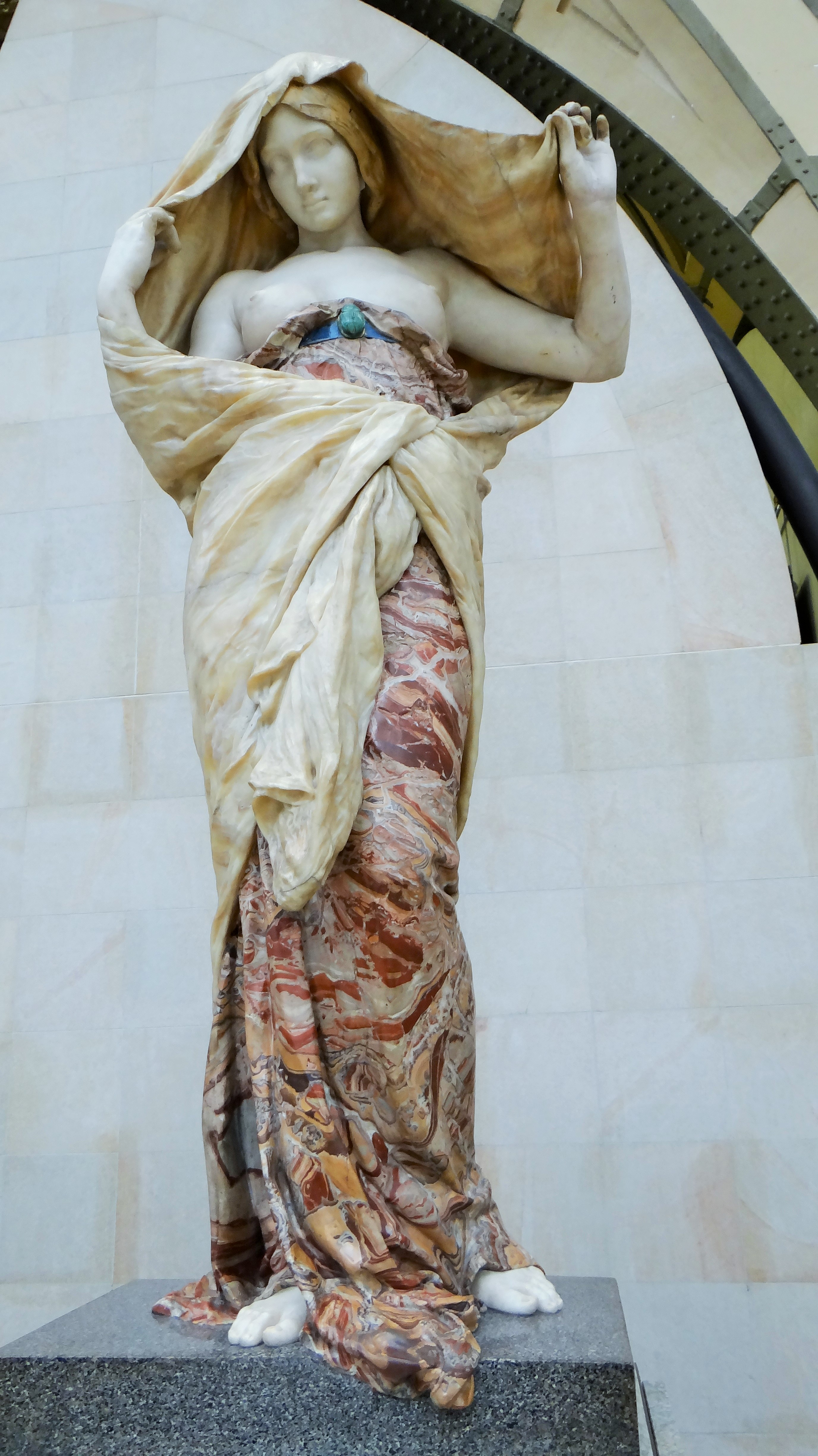
La Nature se dévoilant à la Science - Louis-Ernest Barrias

De eetkamer bevat ook Louis-Ernest Barrias’ beeld "La Nature se dévoilant à la Science" (De natuur openbaart zich aan de wetenschap), uitgevoerd in een combinatie van kostbare materialen zoals ivoor, verguld brons en lapis lazuli (lazuursteen). Het is een allegorisch beeldhouwwerk waarin de natuur wordt voorgesteld als een vrouwelijke figuur die zich onthult aan de wetenschap. Dit werk weerspiegelt de fascinatie voor wetenschap en vooruitgang tijdens de Belle Époque.

#### Bar
Aan het plafond van de bar in het huis hangt de installatie “All’ombra della luce” (Nederlands: In de schaduw van het licht) van Ritsue Mishima. Het is geïnspireerd op het ritme van de seizoenen in de wijngaarden en het schemerige licht in de kelders, waar champagne tot leven komt met de vele transparante schijven van Muranoglas die aan het plafond hangen. De schijven zijn een knipoog naar de bubbels in champagne. Dit kunstwerk werd door Perrier-Jouet besteld voor de Miami Design Week 2015.
Een paar treden verder leidt een trap naar de privékelders van het huis.

### Bovenverdieping
Boven leidt een gang naar de vier slaapkamers en de badkamers. 
In de Guimard-kamer met blauwe tinten, afgewisseld met gouden accenten, is het bed van Hector Guimard een meesterwerk qua proporties en decoratie, terwijl de en-suite badkamer een Art Nouveau-scherm heeft.
De Louis Majorelle-kamer bevat slaapkamermeubilair dat in 1900 ontworpen werd voor Georges Rouard, directeur van de Parijse galerie “A la Paix”.

## Enkele cijfers
De renovatie van de Maison Belle Époque deed een beroep op het savoir-faire van diverse ambachtslieden.
- Tegelsnijders sneden 330.000 tegels die met de hand geplaatst werden door mozaïekplaatsers voor de mozaïek in de inkomhal.
- Sjabloonkunstenaars schilderden met de hand de decoratieve friezen in de kamers.
- Er was 1.100 meter stof nodig voor de gordijnen,[9] 270 meter franjes, 80 paar gordijnbanden en 2.000 werkuren. De stofferingen werden vervaardigd op basis van originele Art Nouveau-ontwerpen uit de archieven van een van de meest historische Franse manufacturen.

Het huis wordt verlicht door Europa's grootste verzameling van Emile Gallé-lampen, waarvan er één werd overgenomen van Barbara Streisand.

## Trivia
Belle Époque Society omvat drie onderdelen: de Belle Époque-kelder, het Maison Belle Époque en de Perrier-Jouët boutiek.
Mont-Saint-Michel en baai · Kathedraal van Chartres · Paleis en park van Versailles · Basiliek van Vézelay op de colline éternelle · Prehistorische locaties en beschilderde grotten in de Vézèrevallei · Paleis en park van Fontainebleau · Kathedraal van Amiens · Romeins theater en omgeving en de triomfboog van Orange · Arles, Romeinse en romaanse monumenten · Cisterciënzer Abdij van Fontenay · Zoutziederij Salins-les-Bains en Koninklijke zoutziederij Arc-et Senans · Place Stanislas, Place de la Carrière en Place d'Alliance in Nancy · Abdijkerk van Saint-Savin-sur-Gartempe · Golf van Porto: Calanches de Piana, Golf van Girolata, Natuurreservaat Scandola · Pont du Gard · Straatsburg: Grande-Île · Parijs: oevers van de Seine · Kathedraal Notre Dame, Abdij van Saint-Remi en Paleis van Tau in Reims · Kathedraal van Bourges · Historisch centrum van Avignon · Canal du Midi · Historische vestingstad Carcassonne · Nationaal park Pyrénées-Mont Perdu · Pelgrimsroutes in Frankrijk naar Santiago de Compostella · Historisch Lyon · Rechtsgebied van Saint-Émilion · Loiredal tussen Sully-sur-Loire en Chalonnes-sur-Loire · Provins, stad van middeleeuwse jaarmarkten · Le Havre, stad herbouwd door Auguste Perret · Belforten in België en Frankrijk · Bordeaux, Port de la Lune · Vestingwerken van Vauban · Lagunes van Nieuw-Caledonië: rifdiversiteit en ecosystemen · Bisschopsstad Albi · Pitons, cirques en "remparts" van het eiland Réunion · De Causses en de Cevennen, mediterraan agropastoraal cultuurlandschap · Prehistorische paalwoningen in de Alpen · Steenkoolbekken van Nord-Pas-de-Calais · Beschilderde grot van de Pont d'Arc, bekend als de Grotte Chauvet-Pont-d’Arc, Ardèche · De climats van de wijnstreek Bourgogne · Heuvels, huizen en wijnkelders van Champagne · Architecturaal werk van Le Corbusier · Taputapuātea · Tektonisch landschap Chaîne des Puys en Limagnebreuklijn · Franse Zuidelijke Gebieden en Zeeën · Historische kuuroorden van Europa (Vichy) · Vuurtoren van Cordouan · Nice, winterbadplaats aan de Rivièra  · Oude en voorhistorische beukenbossen van de Karpaten en andere regio's van Europa ·  Te Henua Enata - De Markiezeneilanden · De Megalieten van Carnac en van de kust van de Morbihan, Frankrijk